# Abolboda americana
Abolboda americana är en gräsväxtart som först beskrevs av Jean Baptiste Christophe Fusée Aublet, och fick sitt nu gällande namn av Joseph Lanjouw. Abolboda americana ingår i släktet Abolboda och familjen Xyridaceae. Inga underarter finns listade i Catalogue of Life.